# 日本作物学会
日本作物学会（にほんさくもつがっかい、英語: Crop Science Society Of Japan、略称: CSSJ）は、農学を研究領域とする日本の学術研究団体の一つ。

## 概要
農学を学術研究領域とし、その主要な要素である作物学分野の進歩を目的としている。国内においては日本農学会に、国際学術連合体としてはAsian Crop Science Association（アジア作物学会）
に加入している。
1927年（昭和2年）4月8日設立。学術研究団体としての種別は単独学会である。学会事務局は庶務幹事の在籍機関に置かれる。
学会賞として、1954年（昭和29年）から日本作物学会賞を授与している。そのほかに2023年現在、日本作物学会研究奨励賞（1993年– ）、日本作物学会技術賞（2002年– ）、日本作物学会論文賞（2004年– ）を授与している。歴代の受賞者と業績は学会公式ウェブサイトに掲載されている。

## 沿革
- 1927年（昭和2年） - 日本作物学会設立。

## 刊行物

### 日本作物学会紀事 （日作紀）
- 誌名（和文）：日本作物学会紀事（日本作物學會紀事）[8]
- 誌名（欧文）：Japanese Journal of Crop Science
- 創刊年：1927
- 資料種別：ジャーナル（査読付き論文を含む）
- 使用言語：日本語のみ
- 発行形態：印刷体、eジャーナル
- 著作権帰属先：学会
- クリエイティブコモンズ：-
- 購読：有料

### Plant Production Science (PPS)
- 誌名（和文）：Plant Production Science[9]
- 誌名（欧文）：Plant Production Science
- 創刊年：1998
- 資料種別：ジャーナル（査読付き論文を含む）
- 使用言語：英語のみ
- 発行形態：eジャーナル
- 著作権帰属先：著者
- クリエイティブコモンズ：-
- 購読：無料

### 日本作物学会講演会要旨集
- 誌名（和文）：日本作物学会 第xxx回講演会要旨集[10]
- 誌名（欧文）：Abstracts of the xxxth Meeting of the Crop Science of Japan
- 創刊年：-
- 資料種別：会議録・要旨集
- 使用言語：日英混在
- 発行形態：印刷体、eジャーナル
- 著作権帰属先：-
- クリエイティブコモンズ：-
- 購読：有料

### 主な刊行書籍
- 『作物学用語事典』（日本作物学会 編、農文協 発行）
- 『作物の形態研究法 : ミクロからマクロまで』（前田英三, 三宅博, 井上吉雄 編著、日本作物学会 発行）
- 『作物調査基準』（日本作物学会九州支部作物調査基準編集委員会 編、日本作物学会九州支部 発行）
- 『作物栽培体系』シリーズ（日本作物学会「作物栽培大系」編集委員会 監修、朝倉書店 発行）